# Кушнарёв, Христофор Степанович
Христофо́р Степа́нович Кушнарёв (4 июня 1890, Симферополь — 25 января 1960, Ленинград) — армянский советский композитор, музыковед, педагог, профессор Ленинградской консерватории (с 1939), основатель Ленинградской (Санкт-Петербургской) полифонической школы. Заслуженный деятель искусств Армянской ССР (1939). Заслуженный деятель искусств Узбекской ССР (1943).

## Биография
Родился 4 июня 1890 года в Симферополе, в армянской семье.
После окончания школы поступил на биологическое отделение Петроградского университета, которое в 1916 году с успехом окончил. В 1925 году окончил Ленинградскую консерваторию по классу композиции у А. М. Житомирского. С того же года преподавал в Ленинградской консерватории (с 1939 года — профессор), заведовал кафедрами композиции и полифонии. Среди учеников Гаянэ Чеботарян и Арутюн Оганесян.
В 1944—1949 годах — зав. Сектором истории и теории музыки АН Армянской ССР.

## Научная и педагогическая деятельность
Христофор Степанович Кушнарёв развил учение о ладе и полифонии, разработал метод комплексного анализа народной музыки.
Особенно велики заслуги Х. С. Кушнарёва в деле изучения армянской народной музыки. Кушнарёв внёс очень весомый вклад в раскрытие глубинной природы армянской монодии. Он тщательно проследил процесс её зарождения и многовекового развития в общем контексте культур других древних народов Ближнего Востока и Закавказья; выявил взаимосвязь и общие стилистические черты различных ветвей армянской монодии, их композиционные особенности и т. д. Работая в Армении, Х. С. Кушнарёв собрал и исследовал большое количество образцов армянской народной музыки.
Как педагог, Христофор Степанович Кушнарёв внёс значительный вклад в обновление программ и методов преподавания музыкально-теоретических дисциплин, воспитал плеяду композиторов и музыковедов различных национальных школ Советского Союза.

## Избранные музыкальные произведения
Музыка к драматическим спектаклям:
- «Завтра» (1937)
- «Роза и крест» (1937)
- «Шах-наме» (1939)

Произведения для органа:
- Пассакалия и фуга (1924)
- Соната (1925)
- Пастораль (1926)

Соната для виолончели соло (1932)
Хоры на армянские народные темы (1922—1939)

## Литературные сочинения
- Методическая записка и программа курса полифонии (1927) // Из истории советского музыкального образования. Л., 1969.
- К проблеме анализа музыкального произведения // Советская музыка (СМ), 1934, № 6.
- Полифония «строгого письма» и методы её преподавания на историко-теоретическом и композиторском факультетах" (доклад, прочитанный в Ин-те истории искусств). Л., 1939.
- Об опере А. Степаняна «Лусабацин» // Искусство (1939).
- "О книге С. Скребкова «Полифонический анализ» // СМ, 1941, № 5.
- «Намус». Новая постановка оперы Л. Ходжа-Эйнатова // Коммунист, 1945, 22 мая.
- Лад // БСЭ. 2-е изд., т. 24, М., 1953.
- Монография о Комитасе // СМ, 1957, № 3.
- Вопросы истории и теории армянской монодической музыки. Л.: Государственное музыкальное издательство, 1958.
- К новым берегам // Ленинградская консерватория в воспоминаниях. Л., 1962.
- Консерваторские годы // СМ, 1962, № 9.
- Армянская музыка от зарождения до XIX века // Очерк истории армянской музыки. Ереван, 1963 (на арм. яз.)
- X. С. Кушнарев. Статьи. Воспоминания. Материалы. М. — Л., 1967 (в том числе статьи «Физиологические основы игры на скрипке» и «К вопросу о закавказских мугамах»)
- О полифонии. Сб. статей, М., 1971 (в том числе «О ритме в полифонии эпохи Возрождения»).

## Редакция
- «Этнографический сборник» Комитаса, (Ереван, 1950),
- «Теоретические основы гармонии» Ю. Тюлина и Н. Привано (М., 1956),
- «Армянский музыкальный театр» Г. Тигранова (т. I, Ереван, 1956; т. 2. Ереван, 1960),
- «К вопросу о теории канонической имитации» Е. Корчинского (Л., 1960),
- «Артикуляция» И. Браудо (Л., 1961),
- «Основные композиционные закономерности русской народной крестьянской песни» Т. Бершадской (Л., 1961).

## Награды
- Заслуженный деятель искусств Армянской ССР (1939).
- Заслуженный деятель искусств Узбекской ССР (1943).
- Орден Трудового Красного Знамени (21.02.1938) — в связи с 75-летним юбилеем Ленинградской консерватории и за выдающиеся заслуги в области подготовки музыкальных кадров
- Орден «Знак Почёта» (24.11.1945).